# 虹彩光唇鱼
虹彩光唇鱼（学名：Acrossocheilus iridescens），又稱虹彩石𩼧，为輻鰭魚綱鯉形目鲤科光唇鱼属的鱼类。在中国，分布于海南岛各水系、云南元江水系、珠江水系等，本魚體延長且側扁，口亞下位，下唇兩側瓣分離，下頷前緣外漏於下唇，具觸續2對，體被中圓鱗，側線明顯，側線鱗42-43枚，背鰭末根鰭條變硬，後緣具鋸齒，背鰭外圓內凹，尾鰭深叉形，體背部深灰色，腹部銀灰色，體側有5條與背部顏色一樣的橫紋，體長可達29.7公分，棲息在河川開闊水面的底中層水域，生活習性不明，可做為食用魚。该物种的模式产地在海南岛。

## 亚种
- 虹彩光唇鱼指名亚种（学名：Acrossocheilus iridescens iridescens），Nichols（英语：John Treadwell Nichols） et Pope于1927年命名，是中国的特有物种。分布于海南岛各水系等。该物种的模式产地在海南岛。[2]
- 元江虹彩光唇鱼（学名：Acrossocheilus iridescens yuanjiangensis），Wu et Lin于1977年命名，是中国的特有物种。分布于元江水系等，多栖息于山溪清水河段。该物种的模式产地在越南老街。[3]

## 扩展阅读
維基物種上的相關：虹彩光唇鱼